# ولاية إكيتي
ولاية إكيتي (بالإنجليزية: Ekiti State)‏ هي ولاية في نيجيريا، بلغ عدد سكانها 2,398,957  نسمة وذلك حسب إحصائيات سنة 2006، عاصمتها آدو إكيتي ‏، تبلغ مساحتها 6,353 كيلومتر مربع.

## الموقع
تشترك في الحدود مع:
- ولاية كوارة
- ولاية أوندو
- ولاية كوجي
- ولاية أوشون.